# Angoville-sur-Ay

Angoville-sur-Ay este o comună în departamentul Manche, Franța. În 1 ianuarie 2018 avea o populație de 237 de locuitori.